# 8106 Carpino
8106 Carpino eller 1994 YB är en asteroid i huvudbältet som upptäcktes den 23 december 1994 av de båda italienska astronomerna Marco Cavagna och Piero Sicoli vid Sormano-observatoriet. Den är uppkallad efter den italienska astronomen Mario Carpino.
Asteroiden har en diameter på ungefär 12 kilometer.